# Bryan Zaragoza Martínez
Bryan Zaragoza Martínez (Màlaga, 9 de setembre de 2001) és un futbolista professional, que juga com a extrem esquerre al Celta de Vigo.

## Trajectòria
Bryan va començar la seva carrera com a futbolista a les categories inferiors del CD Tiro Pichón del CD de Conejito de Málaga i del Granada CF. En el 2020 va marxar cedit al CD El Ejido.

## Internacional
La seva primera convocatòria a la selecció espanyola va ser el 9 d'octubre de 2023.